# Aulonemia sodiroana
Aulonemia sodiroana är en gräsart som först beskrevs av Eduard Hackel, och fick sitt nu gällande namn av Mcclure. Aulonemia sodiroana ingår i släktet Aulonemia och familjen gräs.
Artens utbredningsområde är Ecuador. Inga underarter finns listade i Catalogue of Life.